# سيرجيو هرنانديز
سيرجيو هرنانديز (بالإسبانية: Sergio Hernández)‏ هو سائق سيارة سباق إسباني، ولد في 6 ديسمبر 1983 في جافيا في إسبانيا.

## وصلات خارجية
- سيرجيو هرنانديز على موقع DriverDB.com (الإنجليزية)